# Ausländerfrei
Ausländerfrei (tiếng Việt: không có người ngoại quốc) là từ không nên dùng của năm (Unwort des Jahres) được chọn lần đầu tiên vào năm 1991 tại Đức, bởi Gesellschaft für deutsche Sprache (hội vì tiếng Đức).
Sau những vụ tụ tập phá rối Hoyerswerda vì có ác cảm với người ngoại quốc, nơi những người Đức Quốc xã mới trước con mắt của công chúng và chính quyền ném đá và bom xăng vào nhà ở của người xin tị nạn và những người lao động theo hợp đồng và sau đó cũng đã tấn công họ,, những thủ phạm giải thích những hành động của họ, mục đích là để làm cho khu vực của họ không còn người ngoại quốc. Chữ này nghe tương tự như từ „judenfrei" (không còn người Do Thái) từ thời khủng bố người Đức gốc Do Thái dưới chế độ Đức Quốc xã, đã được những thủ phạm cố ý dùng.
Qua quan hệ với sự kiện trên và tư tưởng xem thường con người nói chung mà từ này đã diễn tả, năm 1991 Gesellschaft für deutsche Sprache e.V., đã chọn lần đầu tiên chọn một từ không nên dùng bên cạnh từ của năm.